# Caryophyllia spinigera
Caryophyllia spinigera är en korallart som beskrevs av William Saville-Kent 1871. Caryophyllia spinigera ingår i släktet Caryophyllia och familjen Caryophylliidae. Inga underarter finns listade i Catalogue of Life.